# جيش الخلفاء الراشدين
جيش الخلفاء الراشدين أو جيش المسلمين في عهد الخلفاء الراشدين هو الهيئة العسكرية الرئيسية في عهد الخلافة الراشدة خلال بداية الفتوحات الإسلامية في القرن السابع الميلادي. آنذاك أظهر الجيش الإسلامي مستوى عاليًا من الانضباط والتنظيم والتفوق الإستراتيجي وكان واحدًا من أكثر الجيوش قوة وفعالية في العالم. كان الجيش قوامه 13,000 جندي سنة 11هـ / 632م، ولكن مع توسع رقعة الخلافة توسع الجيش تدريجيًا حتى وصل إلى 100,000 جندي بحلول عام 657م. ومن أكثر قادة الجيش نجاحًا وشهرة خالد بن الوليد، قائد الفتح الإسلامي لبلاد فارس والفتح الإسلامي لبلاد الشام، وعمرو بن العاص، الذي قاد الفتح الإسلامي لمصر.

## الجيش
سُمح للمسلمين فقط بالانضمام إلى الجيش قواتً في المعارك وخلال حروب الردة في عهد الخليفة أبو بكر، تكونت الفيالق أساسا من المدينة المنورة ومكة المكرمة والطائف، في وقت لاحق خلال فتح العراق في 633م جرى تعيين العرب البدو في الجيش. في أثناء الفتح الإسلامي الإمبراطورية الفارسية (633-656)م، انضم نخبة من الفرس المعتنقين للإسلام بلغ عددهم 12،000 مقاتل. وخلال الفتح الإسلامي للشام (633-638)م انضم نحو 4،000 من اليونانيين البيزنطيين تحت قيادة يواكيم (عبد الله يواكيم في وقت لاحق) وساعدوا في فتح كل من الأناضول ومصر. أثناء فتح مصر (641-644)م، انضم الأقباط المعتنقين للإسلام، وسهلوا الفتح. وأثناء فتح شمال أفريقيا، انضم البربر المسلمون إلى الجيش، وفي وقت لاحق شكلوا الجزء الأكبر من قوات الجيش خلال الخلافة الراشدية وخلال خلافة الأمويين في أفريقيا.

## سلاح المشاة
الجيش الإسلامي اعتمد اعتمادا كبيرا على سلاح المشاة. المبارزين، وكان الجزء الأبرز في جيش المسلمين، وتألف من الأبطال الأشداء والصحابة. كان دورهم واضحا في تقويض الروح المعنوية للعدو عن طريق مبارزة وقتل أبطاله. ثم بعد ذلك يتقدم سلاح المشاة بهجمات وعمليات سحب متكررة ومتلاحقة يطلق عليها الكر والفر، وذلك باستخدام الرماح والسيوف والأسهم لإضعاف العدو، ولكن وجب إدخار الطلقة للهجوم الرئيسي الذي يدعم من سلاح الفرسان والذي من شأنه التركيز على الأجنحة، مما يسهل تطويق العدو وتحركاته.
كان الرماح في جيش المسلمين يحمل رمحا بطول مترين ونصف، ويتخد تشكيلة الطبيعة، وهي جدار حماية للرماة لكي يستطيعوا مواصلة إطلاق الأسهم. هذه التشكيلة كانت لافتة في أول 4 أيام من معركة اليرموك.

## سلاح الفرسان
كان سلاح الفرسان في الخلافة الراشدية واحدا من أنجح سلاحات الفرسان الخفيفة. وكان الفرسان مسلحين بحربة، تصل إلى خمس أمتار ونصف في الطول، وسيف. استخدم الفرسان السيوف العربية القصيرة والسيوف الفارسية الطويلة. وكثيرًا ما كانوا يحملون كل منهما في وقت واحد. سلاح الفرسان كان يتم حفظه إلى آخر المعركة، ودوره الرئيسي كان الهجوم على العدو حين يكون سلاح المشاة مرهقا. ثم بعد ذلك تطويق تحركات الجيش العدو، سواء من الأجنحة أو مباشرة من المركز، وتدمير الجيش العدو الذي كان مضطربا وفي حالة هيجان. سلاح الفرسان ربما استخدم في الهجوم على تشكيلة دق الإسفين. بعض من أفضل الأمثلة على استخدام قوة وسرعة سلاح الفرسان كانت بقيادة خالد بن الوليد في معركة الولجة ضد الفرس وفي معركة اليرموك ضد الإمبراطورية البيزنطية. في كلتا الحالتين سلاح الفرسان يكون في البداية وراء الأجنحة وقلب الجيش.

## الأسلحة
إعادة تشكيل مصدر ونوعية المعدات العسكرية لجيوش المسلمين في بداية الإسلام أمر صعب للغاية بالمقارنة مع جيوش المسلمين في القرون الوسطى، فمجموعة الأسلحة التي عثر عليها وترجع إلى تلك الحقبة ضئيلة للغاية، وكثيرًا ما تكون غير دقيقة. القليل جدا من الأسلحة قد نجا. حصل العرب على أغلب عتادهم العسكري قبل الإسلام من التصنيع المحلي أو من الهند وأثناء حروب الفتح ضد دولتي الروم والفرس غنم المسلمون الكثير والكثير من أسلحة وعتاد الروم، ولما تم فتح بلاد الفرس بالكامل آل إلى المسلمين كل خزائنهم.

جندي مسلم من نخبة المشاة مجهز للحرب. يرتدي خوذة حديدية_برونزية، ودرع مسلسل، وسيفه في غمده.

### الخوذات
كانت الخودات حتى المذهبة منها مشابهة للخوذات الفضية التي استعملتها الدولة الساسانية. في وقت لاحق أصبحت الخوذات تشبه البيضة على غرار خوذات الدولة البيزنطية المبكرة مع بعض ملامح خوذات آسيا الوسطى المجزأة وهو نوع يسمى الطريقة. ومن الشائع استخدام السلاسل لحماية الوجه والعنق والخد إما مركبة مع الخوذة أو سلسلة قلنسوة ضيقة مثل ما كان يستخدم في الجيوش الرومانية والبيزنطية منذ القرن الخامس. في كثير من الأحيان كان يتم تغطية الوجه نصفيا بعمامة، كما عمل ذلك أيضا لتوفير الحماية من رياح الصحراء القوية. الصنادل الجلدية الثقيلة وكذلك الأحذية الرومانية النوع أيضًا كان يلبسها الجنود المسلمون في وقت مبكر.

### الدرع الملبوس
تكون الدرع الملبوس عامة من الجلد المتصلب ذو حجم رقائقي وكان ينتج محليا في اليمن، والعراق، وعلى طول ساحل الخليج. كانت الدروع المسلسلة المفضلة في وقت لاحق خلال غزو الإمبراطوريات المجاورة، وكان يتم الحصول عليها مع الغنائم. كانت تعرف باسم دير، ويفتح جزء من الدرع السلسلي في أسفل صدره. لتجنب الصدأ كان يتم صقله وترقيده وتخزينه في خليط من الغبار، والزيت وروث الجمال. جنود المشاة كانوا عمومًا أكثر تدرعًا من الفرسان. كما أن هناك إشارات إلى ارتداء درعين اثنين، يرتدون الأول فيه السلاسل والثاني أقصر أو حتى مصنوعا من القماش أو الجلد.

### الدروع اليدوية
كانت الدروع اليدوية كبيرة من الخشب أو القش، ولكن معظم الدروع هي من الجلد. لهذا الغرض استخدم كثيرًا جلد الجمال أو البقر، وهي ممارسة قديمة مند عصر اليهود الأوائل. خلال فتح بلاد الشام، ضد البيزنطيين استخدمت دروع من جلد الفيل على نطاق واسع، وربما استولى عليها المسلمون في الغنائم.

### الرماح
كانت الرماح طويلة مصنوعة محليا من قصب ساحل الخليج. وكانت قوات المشاة تستعمل رماحا طولها مترين ونصف، وأما رماح الفرسان فطولها وصل إلى خمس امتار ونصف.

### السيوف
السيف هو أهم سلاح عرفه واستعمله وتفنن فيه المسلمون الأوائل. كان عادة سلاح مشاة قصيرا مماثل ل غلاديوس. سيوف ذات جودة عالية تصنع في اليمن من فولاذ الهند الصلب.
وهناك أيضا في بعض الأحيان إشارات إلى استخدام المسلمين للسيوف الهندية. كانت تصنع أيضا سيوف ذات جودة أدنى في الجزيرة العربية. مع الوقت أصبح المحارب يستخدم السيوف العربية القصيرة أو السيوف الفارسية الطويلة. في كثير من الأحيان استخدم الجنود المشاة والفرسان السيفين معا، على حد سواء.
كل السيوف علقت في أغماد.
هناك سلاح شخصي آخر وهو الخنجر لكنه يستعمل في الأخير في خط الدفاع.

### الأقواس
كانت الأقواس من صنع محلي في أنحاء مختلفة من الجزيرة العربية، وأفضل الانماط هي الأقواس الحجازية. يمكن أن تتكون من قطعة خشب أو قطعتين ضمتا معا. كانت على نحو مترين بالطول، تماثلها الأقواس الإنجليزية اللاحقة. الحد الأقصى لنبلة القوس العربية التقليدية المستخدمة هو نحو 150 متر في البعد. وأثبت أوائل الرماة المسلمين أن القوس رغم ذلك فعال جدا ضد الفرسان.

### أسلحة الحصار
استخدم المنجنيق على نطاق واسع في عمليات الحصار. تحت الخليفة عمر بن الخطاب استعملت أبراج الحصار ودبابة وهي أبراج خشبية تنقل على عجلات ذات ارتفاع كبير. وتم احضار إلى سفح المحاصرة الأكباش ثم اخترقت الجدران بقوة النطح. الرماة يتولون دائمًا حراسة عربات الاختراق وأسلحة الحصار بالإضافة إلى الجنود الذين نقلوها.

## تنظيم الجيش
الخليفة عمر هو أول الحكام المسلمين الذي نظم الجيش كمؤسسة في الدولة. وقد عرض هذا الإصلاح في 637 م. كان في البداية يتكون من قبيلة قريش والأنصار، وهذا النظام أخذ ينمو تدريجيا ليشمل الجزيرة العربية كلها ثم المسلمين كلهم من الأراضي التي فتحت. سجل جميع البالغين الذين يمكن أن يحاربوا في لوائح وكانوا على استعداد للحرب، وحدد جدول مرتبات ثابتة.
كل الرجال عرضة للتسجيل في الخدمة العسكرية. وكانوا ينقسمون إلى فئتين، هما:
1. الرجال الذين يشكلون الجيش النظامي
2. والرجال الذين يعيشوون في بيوتهم، ولكن يتم استدعائهم كلما دعت الحاجة.

تدفع الأجور في بداية شهر محرم. والعلاوات تدفع أثناء موسم الحصاد.
كانت معظم المرتبات تدفع للجيش نقدا. وخلافا لكثير من الأنظمة السياسية في فترة ما بعد الرومان في أوروبا، منح الأراضي، أو منح حق جمع الضرائب مباشرة من الناس، كان ذا أهمية ثانوية فقط. والنتيجة الرئيسية لهذا هو أن الجيش يعتمد مباشرة على الدولة، وبدوره، يعني أن الجيش يسيطر على أجهزة الدولة.
ترقيات الجيش، تكون على حسب مدة الخدمة أو الميزات الاستثنائية. كان ولوج الضباط إلى القيادة بالتعيين وليس الرتبة. تم تعيين ضباط لقيادة المعركة أو الحملة، وبعد أن تنتهي العملية، فإنك قد تجد الضباط في الصفوف من جديد.
أعطيت الإجازات للرجال في فترات منتظمة. القوات المتمركزة في أماكن بعيدة منحت الإجازة كل أربعة أشهر.
كان برفقة كل فيالق الجيش ضابط من الخزانة، ومحاسب، وقاضي، وعدد من المترجمين إلى جانب عدد من الأطباء والجراحين. البعثات العسكرية أجريت وفقا للمواسم. البعثات في البلدان الباردة كانت خلال فصل الصيف، وفي البلدان الحارة تجري في فصل الشتاء. في الربيع أرسلت القوات عامة إلى الأراضي التي كان لها مناخ صحي وجيد.
وفقا للتعليمات كل جندي مطلوب منه أن يحفظ معه العديد من الأمور الشخصية للحاجة. وتشمل هذه الأمور إبرة وبعض القطن وجدل ومقص وحقيبة تغذية.
صدرت تعليمات خاصة عن الخليفة عمر يؤكد فيها على تدريس أربعة أشياء للجنود، وهي: ركوب الخيل والرماية والمشي حفاة والسباحة.

## عدد المنخرطين في الجيش
| السنة | العدد   |
| ----- | ------- |
| 10 هـ | 13.000  |
| 11 هـ | 18.000  |
| 12 هـ | 41.000  |
| 13 هـ | 37.000  |
| 14 هـ | 70.000  |
| 19 هـ | 74.000  |
| 27 هـ | 80.000  |
| 31 هـ | 100.000 |
| 36 هـ | 120.000 |
| 40 هـ | 80.000  |

## تحرك الجيش
عندما يكون الجيش في حالة مسير، يتوقف دائمًا في أيام الجمعة. عندما يحين شهر مارس، يتم تعديل عدد ساعات المسير بشكل لا يسمح بإنهاك القوات. ويتم اختيار مراحل المسير حسب توافر المياه وغيرها من الضروريات. إحدى السمات البارزة للحركة الكبيرة لهذا الجيش هو أنه كان مستقلا عن خطوط الاتصال. وراءه لا يمتد أي خط إمداد، لأنه ليس لديه قواعد لوجيستية. لا يمكن لأي جيش آخر أن يقطع عليه لوازمه، لأنه ليست لديه مستودعات إمداد، لكن عند مقر المؤسسة العسكرية الإسلامية، كان هناك مستودعات للغذاء والأسلحة. كانت جميع المواد الغذائية تجمع في مكان واحد ومخبا للجيش. لا يحتاج ذلك الجيش إلى طرق للمسير، لأنه لم يكن يتوفر على عربات، حيث كان كل شيء يحمل على ظهر الجمال. وبالتالي فإن هذا الجيش استطاع الذهاب إلى أي مكان في الأرض ما دام يستطيع الرجال والحيوانات المشي فيه. سهولة الحركة وسرعتها أعطت المسلمين فارقا هائلا على الجيش الروماني وعلى الجيش الفارسي.
عادة ما سار هذا الجيش مثل القافلة، وأعطى انطباعا كتلة غير مخترقة؛ من وجهة نظر الأمن العسكري لقد كان ذلك الجيش غير مهدد. يتقدم الحراس القافلة مسبقا ويتألفون من فوج أو أكثر. ثم يأتي الجزء الرئيسي من الجيش، ويعقب ذلك النساء والأطفال، وحملة الأمتعة على الجمال. في نهاية القافلة يتنقل الحراس الخلفيون. في المسيرات الطويلة يتم اقتياد الخيل؛ ولكن إذا كان هناك أي خطر أو هجوم للعدو على المسير يمتطي الخيالة الأحصنة، وبذلك يشكل الفرسان حراس المقدمة أو يسوقون القافلة يتحركون في جناح، وهذا يتوقف على الاتجاه الذي يأتي منه التهديد. في حالة الضرورة، يمكن للجيش بأكمله أن يختفي في غضون ساعة أو اقل، ويكون آمنا على مسافة أبعد من حيث يمر جيش أكبر.
عندما يسير الجيش ينقسم إلى:
- المقدمة أو الطليعة
- القلب أو المركز
- الخلف
- المؤخرة

خلال المسير معظم الرجال يركبون الجمال، والباقي على الأحصنة، وهذا جعل حركتهم سريعة بالمقارنة مع أعدائهم الفرس والرومان.

## التنظيم وسط المعركة
تم تنظيم الجيش على نظام عشري. على أرض المعركة وقسم الجيش إلى أقسام. هذه الأقسام هي:
1. قلب أو المركز
2. الميمنة أو الجناح الأيمن
3. الميسرة أو الجناح الأيسر

و كان كل قسم تحت قيادة قائد وعلى مسافة نحو 150 متر عن بعضها البعض. كل وحدة عسكرية قبلية كان لها زعيم يسمى عريف. في مثل هذه الوحدات يمكنه أن يقود 10 أو 100 أو 1،000 رجل، وهذا ما سيسمى لاحقاً بالأفواج. تجمع الأفواج لتشكل قوات أكبر بمرونة، وذلك حسب الوضع. ثم تجمع وحدات العرفاء تحت قيادة رجل يسمى أمير العشر وأمير العشر كان تحت قيادة قائد قسم، الذين كان تحت قيادة القائد العام للجيش، أمير الجيش.
| اللقب                | المهمة                                                                                           |
| -------------------- | ------------------------------------------------------------------------------------------------ |
| أمير الجيش           | قيادة الحملة أو المعركة واتخاد القرارات نيابة عن الخليفة.                                        |
| قائد قسم             | قيادة قسم كالميمنة أو الميسرة أو القلب وتطبيق أوامر أمير الجيش                                   |
| أمير العشر           | قيادة قيادة الأفواج التي يرأسها العرفاء                                                          |
| عريف                 | قيادة وحدة عسكرية ابتداءً من 10 رجال إلى 1000 رجل                                                 |
| طليعة متحركة         | يشكلون أحسن فرسان الجيش وكانت تستخدم للإنقضاض على صفوف الجيوش المواجهة وتوجيه ضربات سريعة موجعة. |
| راكب (جمعه ركبان)    | امتطاء الجمال للمشاركة في المعركة                                                                |
| رامي (جمعه رماة)     | في الأغلب هم من يبدأ المعركة بعد انتهاء المناوشات والمبارزات                                     |
| مبارز (جمعه مبارزون) | كان دورهم الأساسي هو هزيمة أكبر المحاربين في الجيوش الأخرى وكان دورهم معنويا أكثر من دور تكتيكي  |
| رماح                 | يشكل الرماحون بحرابهم الطويلة جدار صد لخيالة العدو وأيضا غطاء حماية لمتابعة الرماة عملهم         |
| مشاة                 | أهم عناصر الجيش كانوا بارعين في حمل السيف أو الخنجر ولهم دور كبير في جميع المعارك                |
| فارس (جمعه فرسان)    | امتطاء الخيل للمشاركة في المعركة                                                                 |
| مختص مؤن             | يستعملون لجمع الغنائم                                                                            |

## المخابرات والعيون
لقد كان فرع المخابرات في الجيش الراشدي واحدا من الأكثر تقدما وقد ساهم في الانتصارات المحققة في معظم الانتصارات. نظم سلاح للعيون لأول مرة في الجيش من قبل خالد بن الوليد خلال حملة العراق. في وقت لاحق عندما تم نقله إلى الجبهة الشامية نظم أيضا قسما لرصد أخبار الأعداء هناك؛  أصبح في وقت لاحق جزءا أساسيا من الجيش، وأصبحت له إدارة مستقلة. الذي أبقى المخابرات على علم بتحركات العدو وأنشطته، هم وحدة تتألف من السكان المحليين من الأراضي التي فتحت، وكان التنظيم جيد جدا، وكانوا في الغالب يعملون مع المسلمين دون مقابل وذلك كرها بالإمبراطوريتين اللتان حكمتهما وخصوصا في بلاد الشام وجنوب العراق والأحواز إذ كانت تكثر بها قبائل العرب. وقد أرفقت الوحدات العسكرية بنوع من الصحفيين، أبقوا الخليفة على علم تام بكل ما يتعلق بالجيش.

## الجند
المراكز العسكرية المعروفة باسم الجند أنشأها لأول مرة الخليفة عمر، لغرض في إدارة الجيش. هذه المراكز أنشئت في المدينة والكوفة والبصرة والموصل والفسطاط ودمشق والأردن وفلسطين. في هذه المراكز بنيت الثكنات لإقامة القوات. شيدت أيضا اصطبلات كبيرة فيها أربعة آلاف حصان كاملة التجهيز ظلت جاهزة للخدمة تحت اهبة الاستعداد في كل مركز عسكري. وقد تم إرسال التعزيزات للقوات المقاتلة من هذه الجند. جميع السجلات المتعلقة بالجيش احتفظ بها في المراكز العسكرية. وكدلك مخازن الأغذية احتفظ بها في هذه الأماكن ليتم توزيعها من هناك إلى أماكن أخرى.
بالإضافة إلى المراكز العسكرية، أنشئت معسكرات في المدن الكبيرة والأماكن ذات الأهمية الإستراتيجية. وأثناء بناء المعسكرات والثكنات ظهر اهتمام كبير بالمناخ والصرف الصحي. أحكام خاصة تتعلق بالمعسكرات، حيث أصدر الخليفة عمر تعليمات يتوسع عرض الطرق والشوارع.

## التكتيكات والمناورات
الإستراتيجية الأساسية لجيوش المسلمين في الأول كانت تتحدد في الغزو على الأراضي القريبة واستغلال كل عيب يمكن استغلاله في جيش العدو من أجل تحقيق النصر بأقل خسائر في الجيش الراشدي، من ناحية العدة والعتاد والعدد والخبرة، كان الجيش الإسلامي دون المستوى بالنسبة للجيش الفارسي والجيش البيزنطي. خالد بن الوليد، هو أول قائد عسكري مسلم في الخلافة الراشدة يغزو أرضا أجنبية، من خلال حملته ضد الإمبراطورية الفارسية (العراق 633-634) والإمبراطورية البيزنطية (سوريا 634-638) حيث وضع تكتيكات بارعة واستخدمها بشكل فعال ضد كل من الجيش الفارسي والجيش البيزنطي.
العيب الرئيسي للجيوش الإمبراطورية التي واجها المسلمون أنهم ركزوا على حمل الأسلحة والإكثار من المؤن والكثير من الرجال مما جعل حركتهم بطيئة وصعبة أثناء المسير أو عند بدء المعركة. لذا ارتأى خالد بن الوليد استخدام حرية وسرعة تنقل جيشه لاستغلال نقاط ضعف الجيش الفارسي والجيش البيزنطي. في وقت لاحق اعتمد هده الإستراتيجية سائر القياد المسلمين خلال فترة الفتوحات الإسلامية. فعليا جزء صغير فقط من الفرسان كان في الجيش، حيث كان الجيش يمتلك نوعا آخر اسمه الركبان أو راكب يمتطون الجمل. خالد بن الوليد ثم الأمراء المسلمون بعده أيضا استفادوا من نوعية جيدة من المشاة المسلمين، والجزء الأكبر منهم كانوا عربا وكانوا ممتازين في فن استعمال السيف المبارزة بالسيف.
أصبحت سلاح الفرسان الخفيف في السنوات الأخيرة من الفتح الإسلامي للشام أهم قسم في الجيش الإسلامي من الناحية الإستراتيجية. أفضل استعمال لسلاح الفرسان الخفيف ظهر في معركة اليرموك حيث استعملهم خالد بن الوليد, الذي كان يعرف أهميتهم وسرعتهم، في قلب أية حالة حرجة لصالحه بمقدرتهم على الضرب ثم الانسحاب ثم إعادة الهجوم مرة ثانية من قلب الجيش أو من الأجنحة. قام خالد أيضا بإنشاء فوج قوي من الفرسان واحتوى على المحاربين ذوي خبرة كبيرة شاركوا في حملة العراق وحملة سوريا. المؤرخون المسلمون الأوائل أعطوا إسماً لذلك الفوج وهو طليعة متحركة. كانت الطليعة المتحركة تستعمل كحراس لتحركات العدو وقوة ضرب لصفوف الجيوش المواجهة بسرعته وقوته كان يعطي المسلمين يداً عليا لتنفيذ المناورات ضد أي جيش بيزنطي. بهده القوة المتحركة الضاربة أصبح فتح سوريا أمرا سهلا.
طوّر خالد أيضا إستراتيجية ملفتة أخرى وتلاه في تطبيقها باقي الأمراء المسلمين وهي عدم الابتعاد عن الصحراء طالما هناك قوات قرب الخطوط الخلفية أو نحو طريق الصحراء. وهذه الإستراتيجية واضحة ومفهومة لأنه في حالة إذا ما هزم المسلمون فسوف تكون الصحراء طريق هرب آمنا. والصحراء ليست ملاذا آمنا فحسب حيث لن تتجرأ الجيوش الفارسية أو البيزنطية على عبورها أو دخولها بحثا عن فارين بل هي منطقة حرة سيتمكن فيها المسلمون بالحركة بسرعة بواسطة الركبان الذين يستعملون الجمال واختيار هدفهم ثم القضاء عليه. لذا تبعا لهذه الخطة فخالد بن الوليد لم يقحم قواته في معارك بعيدا عن الصحراء في سوريا والعراق فلم يقطع أعدائه عليه الطرق نحو الصحراء. هناك ميزة أخرى للبقاء قرب الصحراء وهي البقاء على اتصال بالخليفة في المدينة وتسهيل وصول المراسلين والامدادات.
عندما أرهق البيزنطيون ودمرت الإمبراطورية الفارسية أصبح الأمراء المسلمين في عهد الراشدين أحرارا باستعمال أية خطة أو إستراتيجية لهزم القوات المعادية لكنهم غالبا ما استعملوا مناورات سريعة لمنع تركيز عدد كبير من القوات ولمواجهة الجيوش الكبيرة التي تفوقهم عددا.
وزع الخليفة أبو بكر على أمرائه المهمات، والمنطقة الجغرافية التي ستجري فيها المهمة، والموارد التي يمكن أن تتاح لهذا الغرض ثم ترك الأمر للقادة لانجاز عملهم بأي طريقة حسب اختيارهم. لكن الخليفة عمر في وقت لاحق من الخلافة قام بقيادة مباشرة للأمراء فأعطاهم مكان إقامتهم ومتى يحين الانتقال إلى الهدف التالي ومن الذي من شأنه قيادة اليسار أو اليمين من الجيش وخاصة أثناء المعركة. جعل هذا الغزو بوتيرة أبطأ نسبيا لكان الحملات كانت منظمة تنظيما جيدا. الخليفة عثمان عمل بنفس طريقة أبو بكر: يعطي المهمات لأمراء الحرب ثم يترك لهم الكيفية التي سوف تنجز. الخليفة علي تتبع هذا الأسلوب أيضا.

## السلوك والأخلاق
المبدأ الأساسي للقتال في القرآن هو أن المجتمعات الأخرى ينبغي أن يعامل كل مجتمع على حدة. القتال يبرره الشرع في حالة دفاع عن النفس أو لمساعدة المسلمين أو بعد انتهاك أحكام معاهدة، ولكن يجب أن تتوقف إذا كانت هذه الظروف قد اختفت. أعطى محمد صلى الله عليه وسلم أثناء حياته الأوامر بمختلف القوى والممارسات المعتمدة ضمن قوانين الحرب. أهم هذه القوانين ذكرها أبو بكر، وذلك في شكل عشر قواعد للجيش الإسلامي:

لا تخونوا ولا تغلوا ولا تغدروا ولا تمثلوا ولا تقتلوا طفلاً صغيرًا ولا شيخًا كبيرًا ولا امرأة ولا تقطعوا نخلاً ولا تحرقوه ولا تقطعوا شجرة مثمرة ولا تذبحوا شاة ولا بقرة ولا بعيرًا إلا لمأكلة وسوف تمرون على قوم فرَّغوا أنفسهم في الصوامع فدعوهم وما فرَّغوا أنفسهم له.

هذه الأوامر تم تطبيقها من قبل الخليفة الثاني عمر، الذي حكم خلال (634-644) أهم الفتوحات الإسلامية التي جرت. بالإضافة إلى ذلك، خلال معركة صفين، قال الخليفة علي أن الإسلام لا يسمح للمسلمين بقطع إمدادات المياه لعدوهم. بالإضافة لأقوال الخلفاء الراشدين، فإن الأحاديث النبوية وضعت قواعد للحرب من أهمها عدم التعرض لغير المقاتلين ومثلها ما ورد من أحاديث تأمر المسلمين بمعاملة أهل مصر معاملة جيدة خلال الفتح الإسلامي لمصر.

## قادة جيش الخلفاء الراشدين
- خالد بن الوليد
- عمرو بن العاص
- أبو عبيدة بن الجراح
- سعد بن أبي وقاص
- يزيد بن أبي سفيان
- قيس بن هبيرة المرادي
- ضرار بن الأزور
- القعقاع بن عمرو التميمي
- عاصم بن عمرو التميمي
- شرحبيل بن حسنة
- هاشم بن عتبة
- المغيرة بن شعبة الثقفي